# Slatko Jankow
Slatko Georgiew Jankow (bulgarisch Златко Георгиев Янков, wiss. Transliteration Zlatko Georgiev Jankov; * 7. Juni 1966 in Grudowo bei Burgas) ist ein ehemaliger bulgarischer Fußballspieler. Er hat einen Sohn, Rostislaw Jankow, der ebenfalls Fußballspieler ist. Höhepunkt seiner Karriere war der vierte Platz mit der bulgarischen Nationalmannschaft bei der Fußball-Weltmeisterschaft 1994 in den USA. Zurzeit ist er Sportdirektor des in der bulgarischen A Grupa spielenden FC Tschernomorez Burgas.

## Ehrungen
1994 wurde Jankow zum Ehrenbürger der Stadt Burgas erklärt.

## Erfolge
- Bulgarischer Meister: 1993, 1994
- Bulgarischer Pokalsieger: 1991, 1992, 1994
- Türkischer Pokalsieger: 1998